# 少初位
少初位（しょうしょい、しょうそい）は、日本の位階における位の一つ。大初位の下、最も低い位階である。

## 概要
律令制においては、さらに少初位上と少初位下の二階に分けられた。少初位は、主鷹司の令史、下国の目（さかん）、家司の三品家書吏、四品家書吏、職事二位家大書吏、職事二位家少書吏、職事三位家書吏などに相当する。
明治時代初期の太政官制においては上下の区別がなくされた。また、明治2年（1869年）8月22日に定められた職員令により、相当の職もなくなった。
栄典としての位階制が定められた叙位条例（明治20年勅令第10号）、位階令（大正15年勅令第325号）には、初位はない。